# Rosa Dubovsky
Rosa Chanovsky, más conocida como Rosa Dubovsky (Odesa, Imperio ruso, 9 de enero de 1885-Buenos Aires, 1 de junio de 1972), fue una obrera y activista feminista de Argentina, de ideas anarquistas. Actuó en el seno de la FORA y fundó la Biblioteca Emma Goldman.

## Biografía
Rosa Chanovsky nació en el seno de una familia judía en la Rusia zarista. En 1905 su esposo, Adolfo Dubosky, participó en el motín que originó la fallida Revolución Rusa de 1905.

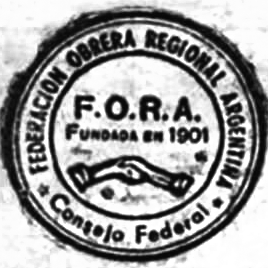
Rosa Dubovsky actuó en el seno de la FORA, entre 1907 y 1972.

Vencido el movimiento ambos tuvieron que escapar de Rusia a Turquía. Desde allí su esposo se dirigió a Francia, y ella a la Argentina, encontrándose ambos en Rosario en 1907. Allí Rosa trabajó de sombrerera, mientras sus esposo lo hizo como ferroviario. Rosa se vinculó con el movimiento anarquista en la Argentina, dedicándose a la organización de grupos de mujeres. Fundó la Biblioteca Emma Goldman, especializada en el tema de la mujer.
Con el golpe de Estado del 6 de septiembre de 1930 debieron mudarse, junto con sus seis hijos, a Buenos Aires para evitar la represión. Poco después, en 1941, muere su esposo y para mantenerse empieza a realizar trabajos con esterilla y de tapicería. Actuó en la FORA y la Federación Libertaria Argentina hasta su muerte, ya octogenaria, en 1972.
Su hija Sara, también fue una activa militante anarquista.